# Weronika Szyma
Weronika Szyma (ur. 18 listopada 1996 w Warszawie) – polska reżyserka, rysowniczka, animatorka.

## Życiorys
W 2015 roku ukończyła II Liceum Ogólnokształcące im. Stefana Batorego w Warszawie. W 2022 roku ukończyła studia na Wydziale Operatorskim i Realizacji Telewizyjnej Państwowej Wyższej Szkoły Filmowej, Telewizyjnej i Teatralnej im. Leona Schillera w Łodzi.
W swoich filmach skupia się na feminizmie, cielesności i międzykulturowości.

## Filmografia
Animacja:
- 2024: Drogi Leo Sokolosky – reżyseria, scenariusz, opracowanie plastyczne, animacja[1]
- 2023: Granica – animacja[1]
- 2023: Jestem błękitem – reżyseria, scenariusz, opracowanie plastyczne,animacja, lektor (narracja)[1]
- 2023: Zima –  animacja[1]
- 2022: Endgame – reżyseria, scenariusz, animacja[1]
- 2021: Pewnego razu w Izraelu – reżyseria (w napisach określenie funkcji: realizacja), scenariusz (w napisach określenie funkcji: realizacja), animacja (w napisach określenie funkcji: realizacja)[1]
- 2020: Ciałość – reżyseria (w napisach określenie funkcji: realizacja), scenariusz (w napisach określenie funkcji: realizacja), zdjęcia (w napisach określenie funkcji: realizacja), montaż, animacja (w napisach określenie funkcji: realizacja)[1]
- 2018: Bies i Kat – reżyseria, scenariusz, montaż, animacja, obsada aktorska[1]

## Nagrody
- 2019: Ars Independent – Bies i Kat, najlepszy film animowany[4]